# Harrisburg (Arkansas)
Harrisburg település az Amerikai Egyesült Államok Arkansas államában, Poinsett megyében, melynek megyeszékhelye is. Lakosainak száma 2212 fő (2020. április 1.).

## Népesség
A település népességének változása:

| 2010 | 2 288 |
| 2020 | 2 212 |